# 마테나무
마테나무(mate, Ilex paraguayensis)는 감탕나무과의 상록 소교목으로 감탕나무과에 속하는 높이 6m 정도의 식물로, 남아메리카의 파라과이나 브라질 지역에 분포한다.
야생 상태에서는 본래 윗부분이 둥근 형태를 하고 있지만 재배할 경우에는 그 형태가 변형되어 줄기가 많은 관목이 되고 야생 상태보다 양질의 차잎을 재배할 수 있게 된다. 추수는 2년에 한 번 한다.

## 주요 산지
마테나무는 아르헨티나, 브라질, 파라과이 세 나라 국경이 만나는 이구아수 폭포 주변이 주요산지이다. 이 지역의 비옥한 토양과 아열대성 기후는 마테나무가 자라기에 적합하다.

## 꽃
꽃은 작고 잎겨드랑이에 달리며 4수이며 녹색이다.

## 열매
열매는 적색 또는 적갈색이고 둥글며 지름 6mm 정도이다.

## 잎
마테나무의 잎은 차로 음용되는데, 잎은 10cm 안팎으로 달걀 또는 타원형 모양으로 두꺼우며 가장 자리가 톱니모양을 닮았다. 잎에는 카페인 성분이 함유 되어 있고(2% 내외) 향기가 좋다. 잎은 따로 추수하고 말려서 물에 우려낸 차로 음용된다. 잎을 끓여 마시는 일종의 차로 마시는 샐러드라 불리며 남미 지역에서 널리 음용된다.

## 같이 보기
- 클룹 마테